# Linia kolejowa Obroszyn – Sambor
Linia kolejowa Obroszyn – Sambor – linia kolejowa na Ukrainie łącząca stację Obroszyn ze stacją Sambor. Zarządzana jest przez dyrekcję lwowską Kolei Lwowskiej (oddział ukraińskich kolei państwowych).
Znajduje się w obwodzie lwowskim. Linia na całej długości jest jednotorowa i zelektryfikowana.

## Historia
Linia powstała w XIX w., w czasach austro-węgierskich. W latach 1918–1945 położona była w Polsce, następnie w Związku Sowieckim (1945 - 1991). Od 1991 leży na Ukrainie.